# Grigna
De Grigna is een 2410 meter hoge berg in de Italiaanse provincie Lecco. Andere benamingen voor de top zijn Grigna settentrionale en Grignone, het is de hoogste top in het bergmassief van de Grigne dat zich tussen het Comomeer en het Valsassina uitstrekt.
De berg en de omliggende andere Grigne zijn populair bij bergbeklimmers. Niet alleen biedt de top een weids uitzicht over een groot deel van de Alpen, het gebergte is ook rijk aan grotten, vreemd gevormde rotsen en kloven. Net onder de top ligt de kleine bivakhut Brioschi die toebehoort aan de Alpinistenclub van Milaan. Vanwege zijn bijzondere vorm staat deze onder de bergbeklimmers bekend als "l'astronave" (ruimteschip).
De drie hellingen van de berg hebben ieder een eigen karakter. De westflank is kaal en ruig en daalt steil af richting het Comomeer. De oostflank is echter bedekt met bergweiden en dichte bossen. Ten slotte is er de nog de noordelijke helling die gevormd wordt door een gletsjerkom.